# Thouarsais-Bouildroux
Thouarsais-Bouildroux är en kommun i departementet Vendée i regionen Pays de la Loire i västra Frankrike. Kommunen ligger i kantonen La Châtaigneraie som tillhör arrondissementet Fontenay-le-Comte. År 2020 hade Thouarsais-Bouildroux 778 invånare.

## Befolkningsutveckling
Antalet invånare i kommunen Thouarsais-Bouildroux
| Referens: INSEE |